# اسجان
اسجان (به لاتین: Esjan) یک توده‌کوه در ایسلند است که در Kjósarhreppur واقع شده‌است. اسجان ۹۱۴ متر بالاتر از سطح دریا واقع شده‌است.